# 山尾庸三

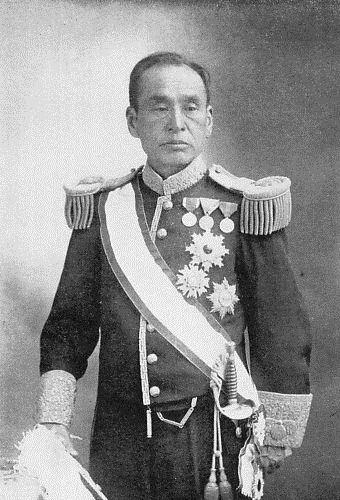
刊登於《華族畫報》的山尾庸三肖像

山尾庸三（日语：／ Yamao Yōzō，1837年11月5日—1917年12月21日），日本近代化先驱，“长州五杰”之一。

## 生平簡歷
山尾庸三生于周防国吉敷郡二島村（今 山口縣山口市秋穗二島），是长州藩山尾忠治郎的二子。1863年，经中国上海秘密航行去英国伦敦，与伊藤博文、井上勝、井上馨、远藤谨助并称为“长州五杰”，在伦敦大学学院学习近代科学技术，导师亚历山大·威廉·威廉姆逊。
他后來移居苏格兰格拉斯哥，在納皮爾造船廠做為學徒半工半读。1868年，山尾庸三回国，出掌工部，历任工部大丞、工部少辅、大辅、工部卿和法制局长官。
山尾庸三是今东京大学工学院的创建者，曾长期担任日本工学会会长达36年，被称为日本的“工业之父”。